# Letter to You
Letter to You è il ventesimo album in studio di Bruce Springsteen pubblicato il 23 ottobre 2020 dalla Columbia Records.

## Storia
Il disco è stato registrato in soli cinque giorni dal vivo in studio, nella sala di registrazione personale di Springsteen a Cold Neck, senza sovraincisioni. Si tratta del primo album realizzato con l'esclusivo apporto dei musicisti della E Street Band da Working on a Dream del 2009.
L'album è stato anticipato, contestualmente al suo annuncio il 10 settembre, dal singolo Letter to You.
Nella scaletta sono incluse tre vecchie canzoni composte dal cantautore prima della registrazione del suo album di debutto, Greetings from Asbury Park, N.J., nel 1972.
Janey Needs a Shooter fu composta nel 1972, ma in una versione primordiale faceva già parte del repertorio della Bruce Springsteen Band sin dal 1971; fu incisa in studio nel gennaio del 1973 per solo pianoforte senza però essere presa in considerazione per il successivo album The Wild, the Innocent & the E Street Shuffle. Fu poi ripresa con parecchie modifiche e con il titolo Jeannie Needs a Shooter dal cantautore Warren Zevon nel suo album Bad Luck Streak in Dancing School del 1980. If I Was the Priest, composta tra la fine del 1970 e l'inizio del 1971, era stata eseguita da Springsteen in versione acustica il 2 maggio 1972 durante il provino con il discografico John Hammond nel suo ufficio alla Columbia Records. La sera stessa la canzone fu eseguita durante l'informale spettacolo organizzato a beneficio della casa discografica dal manager Mike Appel in un locale di New York, il Gaslight Au Go Go. Il giorno dopo fu registrata in sala d'incisione per il demo tape richiesto da Hammond allo scopo di presentare Springsteen al presidente della Columbia Clive Davis. Grazie all'ascolto di quel nastro, che conteneva anche alcune delle canzoni poi incluse in Greetings, Davis si convinse ad ingaggiare il giovane cantautore. La canzone fu incisa da Allan Clarke, cantante del gruppo inglese The Hollies, col titolo If I Were the Priest nel 1974, una delle primissime composizioni di Springsteen eseguite da altri artisti. Song for Orphans fu fatta sentire da Springsteen al suo futuro manager Mike Appel nel novembre del 1971 durante il loro primo incontro. In seguito Springsteen la suonò saltuariamente durante i concerti per la promozione del suo primo disco nel 1972 e nel 1973 e fu anche presa in considerazione per essere inclusa in Born to Run  uscito nel 1975. Dimenticata per oltre trent'anni, a sorpresa Springsteen la eseguì nel 2005 in due concerti a Trenton nel New Jersey durante le tappe finali del Devils & Dust Tour.
Contestualmente alla pubblicazione dell'album, sulla piattaforma di streaming Apple TV+  è stato reso disponibile il documentario omonimo, dedicato alla sua realizzazione, scritto dallo steso Springsteen e diretto da Thom Zimny.

## Accoglienza
| Recensione          | Giudizio |
| ------------------- | -------- |
| AllMusic            |          |
| Clash               | 8/10     |
| Consequence         | B+       |
| musicOMH            |          |
| NME                 |          |
| Pitchfork           | 7.4/10   |
| Rolling Stone       |          |
| The A.V. Club       | A        |
| The Daily Telegraph |          |
| The Independent     |          |

Letter to You ha ottenuto l'acclamo universale da parte dei critici musicali. Su Metacritic, sito che assegna un punteggio normalizzato su 100 in base a critiche selezionate, l'album ha ottenuto un punteggio medio di 88 basato su venticinque critiche.

## Tracce
Testi e musiche di Bruce Springsteen.
1. One Minute You're Here – 2:57
2. Letter to You – 4:45
3. Burnin Train – 4:03
4. Janey Needs a Shooter – 6:49
5. Last Man Standing – 4:05
6. The Power of Prayer – 3:36
7. House of a Thousand Guitars – 4:30
8. Rainmaker – 4:56
9. If I Was the Priest – 6:50
10. Ghosts – 5:54
11. Song for Orphans – 6:13
12. I'll See You in My Dreams – 3:29

## Formazione
Musicisti
- Bruce Springsteen - voce, chitarra
- Roy Bittan - pianoforte, cori
- Jake Clemons - sassofono
- Charles Giordano - organo, cori
- Nils Lofgren - chitarra, cori
- Patti Scialfa - cori
- Garry Tallent - basso, cori
- Steven Van Zandt - chitarra, cori
- Max Weinberg - batteria, cori

Produzione
- Ron Aniello - produzione
- Bob Clearmountain - mixing[9]
- Bob Ludwig - mastering[9]
- Danny Clinch - fotografie[28]

## Successo commerciale
Letter to You ha debuttato alla seconda posizione della Billboard 200, risultando il suo ventunesimo album nella top five della classifica americana. Nel Regno Unito ha debuttato al primo posto della Official Albums Chart, si tratta del dodicesimo album numero uno di Springsteen nel Regno Unito. In Australia ha debuttato al primo posto della ARIA Charts, diventando il quinto album numero uno dell'artista in Australia.
Letter to You è stato l'album più venduto negli Stati Uniti d'America, la settimana in cui ha debuttato, con 96 000 unità equivalente ad album, di cui 92 000 sono vendite pure. Le vendite della prima settimana nel Regno Unito sono state di 51 800 unità; ad'oggi è l'album più venduto del 2020.

## Classifiche

### Classifiche settimanali
| Classifica (2020) | Posizione massima |
| ----------------- | ----------------- |
| Australia         | 1                 |
| Austria           | 1                 |
| Belgio (Fiandre)  | 1                 |
| Belgio (Vallonia) | 3                 |
| Canada            | 2                 |
| Croazia           | 1                 |
| Danimarca         | 1                 |
| Finlandia         | 2                 |
| Francia           | 4                 |
| Germania          | 2                 |
| Giappone          | 24                |
| Grecia            | 4                 |
| Irlanda           | 1                 |
| Islanda           | 23                |
| Italia            | 1                 |
| Norvegia          | 1                 |
| Nuova Zelanda     | 1                 |
| Paesi Bassi       | 1                 |
| Polonia           | 6                 |
| Portogallo        | 1                 |
| Regno Unito       | 1                 |
| Repubblica Ceca   | 6                 |
| Slovacchia        | 43                |
| Spagna            | 2                 |
| Stati Uniti       | 2                 |
| Svezia            | 1                 |
| Svizzera          | 1                 |
| Ungheria          | 11                |

### Classifiche di fine anno
| Classifica (2020) | Posizione |
| ----------------- | --------- |
| Australia         | 48        |
| Austria           | 5         |
| Belgio (Fiandre)  | 17        |
| Belgio (Vallonia) | 42        |
| Croazia           | 4         |
| Francia           | 102       |
| Germania          | 15        |
| Irlanda           | 9         |
| Italia            | 19        |
| Paesi Bassi       | 18        |
| Portogallo        | 5         |
| Regno Unito       | 31        |
| Spagna            | 13        |
| Svezia            | 41        |
| Svizzera          | 4         |
| Classifica (2021) | Posizione |
| Belgio (Fiandre)  | 154       |
| Germania          | 73        |
| Portogallo        | 48        |
| Spagna            | 90        |
| Svizzera          | 67        |